# Marcel Proust
Valentin Louis Georges Eugène Marcel Proust, més conegut com a Marcel Proust (barri d'Auteuil, París, 10 de juliol del 1871 - 18 de novembre del 1922), fou un important escriptor francès. La seva obra més coneguda és A la recerca del temps perdut, una col·lecció de set novel·les escrites entre 1908 i 1922 i publicades entre 1913 i 1927; de les set, les tres darreres són pòstumes. Treballà en l'obra fins a l'extenuació i morí d'esgotament a causa d'una bronquitis mal curada.
Va fer amistat amb Robert de Montesquiou, i gràcies a ell s'introdueix entre 1894 i 1900 en els cercles dels salons més aristocràtics. A partir de l'estiu del 1895, emprengué la redacció d'una novel·la amb el títol pòstum de Jean Santeuil, el nom del protagonista, un recull de fragments però no una obra acabada, en què evocà sobretot el cas Dreyfus, en el qual va prendre part activa.
L'any 1896, va publicar Els plaers i els dies, un recull de poemes en prosa, retrats i narracions en un estil decadentista. El llibre va passar gairebé desapercebut i va donar a Proust una reputació de mundà i diletant que no es va esvair fins a la publicació dels primers volums de l'obra A la recerca del temps perdut.
Estudià l'esteta anglès John Ruskin, intel·lectual que havia prohibit que en traduïssin els llibres en vida. En morir Ruskin el 1900, Proust es posà a traduir-lo al francès. Amb aquesta intenció, emprengué diversos "pelegrinatges ruskinians" al nord de França, a Amiens i sobretot a Venècia. Més endavant, es distanciaria d'ell tot afirmant que apreciar una obra perquè un determinat escriptor en parla és pervertir l'art: cal estimar l'obra en si mateixa.
En català ha estat traduït per Manel Pla, Jaume Vidal Alcover (amb Maria Aurèlia Capmany), Anna Casassas, Jaume Bofill i Ferro, Joan Casas, Josep M. Pinto i Valèria Gaillard.

## Biografia

### Primers anys
Valentin Louis Georges Eugène Marcel Proust va néixer al districte d'Auteuil (actualment, al districte 16), a la casa del seu besoncle matern, Louis Weil, al número 96 de la rue La Fontaine. Era fill d'un prestigiós professor de medicina, Adrien Proust, membre d'una família benestant, fill d'un comerciant d'Illiers (departament Eure i Loir), que li assegurà una vida fàcil i li permeté freqüentar els salons mundans; Adrien Proust fou professor de la Facultat de Medicina de París i va ser el primer gran higienista francès; fou nomenat conseller del govern per lluitar contra les epidèmies. La seva mare, Jeanne Weil, era filla d'un agent de canvi i borsa jueu, d'origen alsacià, que li va proporcionar una cultura rica i profunda; també l'envoltà d'un afecte que, de vegades, arribava a ser excessivament possessiu.
Marcel va ser batejat a l'església de Saint Louis d'Antin, a París. En aquells temps, els esdeveniments de la Comuna van fer estralls a París el maig del 1871.
Poc abans del naixement de Marcel Proust, durant la Comuna, el doctor Proust havia estat ferit de bala per un insurgent quan tornava de l'hospital Charité. La senyora Proust, embarassada, tot just es recuperà de l'ensurt que havia patit en assabentar-se dels perills dels quals havia escapat per ben poc el seu espòs. El nen que va donar a llum poc després va néixer tan feble que el seu pare temia que no fos viable. El va envoltar de cures i va donar senyals d'intel·ligència i sensibilitat precoç, però la seva salut es mantindria delicada...
Marcel tenia una salut fràgil i la primavera representava per a ell l'època més complicada. El pol·len alliberat per les flors en els dies primaverals li provocaven violentes crisis d'asma. Un dia, a les nou, quan tornava d'un passeig pel Bois de Boulogne amb els seus pares, s'ofegà i no recuperà una bona respiració; el seu pare el veia morir; però al final se salvà. Des d'aquest moment, aquesta és la gran amenaça per a l'infant i, més tard, per a l'home: que en un atac d'asma massa fort li produís la mort durant la següent primavera, al final d'un passeig, en qualsevol moment.

### Estudis i joventut

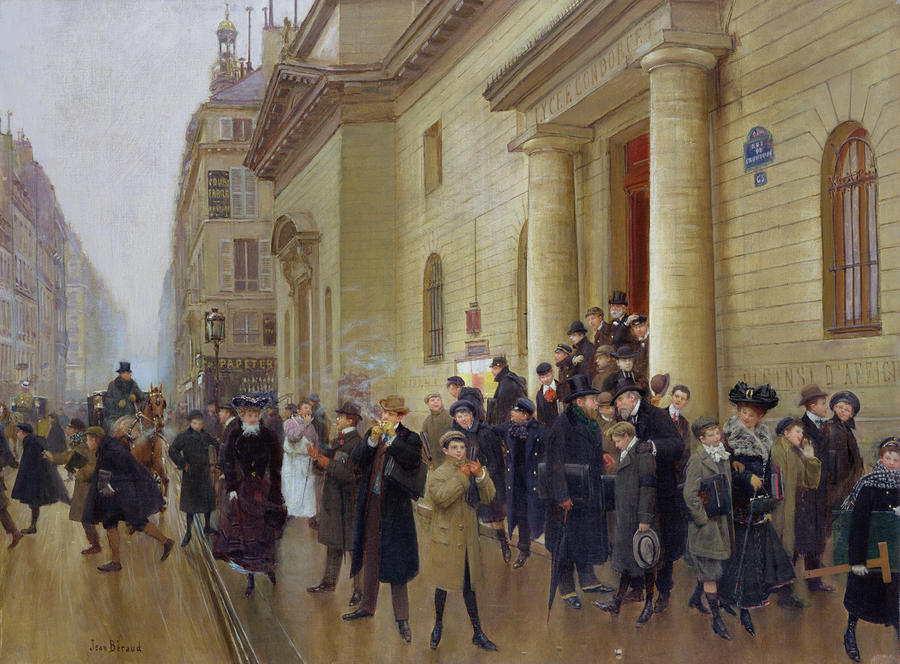
Jean Béraud, La Sortie du lycée Condorcet

Estudià inicialment en una petita escola de primària, Pape Carpentier, on tingué per company Jacques Bizet, fill del compositor Georges Bizet i de la seva dona, Geneviève Halévy, que participava en un saló a casa del seu oncle, on es reunien artistes; més endavant, Geneviève fou mestressa del seu propi saló quan es va tornar a casar el 1886 amb l'advocat Émile Straus, i en aquest cercle artístic hi seria també Marcel Proust. Després, a partir del 1882, assistí al Lycée Condorcet, on es va fer amic de Lucien Daudet, fill de l'escriptor Alphonse Daudet; sovint no anava a classe a causa de la seva fràgil salut, però, tot i així, podia recitar de memòria Victor Hugo i Alfred de Musset. Apareix en el quadre d'honor de l'escola per primera vegada el desembre del 1884.
Va estudiar filosofia amb Alphonse Darlu i, en l'adolescència, compartí una amistat exaltada amb Jacques Bizet, fill del compositor Georges Bizet. També era amic de Fernand Gregh i Daniel Halévy (un cosí de Jacques Bizet), amb els quals va escriure en les revistes literàries de l'escola secundària. El primer amor de l'escriptor fou Marie de Bénardaky, filla d'un diplomàtic polonès, un ciutadà de l'Imperi rus, amb qui va jugar als jardins dels Camps Elisis les tardes dels dijous; també amb Antoinette i Lucie Faure, les filles del futur president de la República, Félix Faure. Altres companys seus foren Léon Brunschvicg, Paul Bénazet i Maurice Herbette. Va deixar de veure Marie de Bénardaky el 1887; els primers assajos de què era estimar o ser estimat per algú que no fos la seva mare van finalitzar. Aquesta és la primera de les "noies" que tractaria d'anar trobant posteriorment, noies que havia "perdut".
Els primers intents literaris de Proust es remunten als darrers anys de l'escola secundària. Més tard, el 1892, Fernand Gregh va fundar una petita revista, Le Banquet, i els seus antics companys de classe del liceu Condorcet hi col·laboraren, especialment Proust, que en fou el principal contribuent assidu. Així va començar la seva reputació d'esnob, ja que s'introdueix en diversos salons literaris de París. El seu ascens social havia començat. Una mica més tard, inicià amistat amb Lucien Daudet, fill del novel·lista Alphonse Daudet, que era sis anys més petit que ell; l'adolescent estava fascinat pel futur escriptor. Es van retrobar l'any 1895.
Proust va fer el seu servei militar els anys 1889 i 1890 a Orleans, al 76è Regiment d'Infanteria, que li deixà bons records. Es va fer amic de Robert de Billy i, en aquesta època, conegué a París Gaston Arman de Caillavet, que es va convertir en un amic íntim i també li agradava la seva parella, Jeanne Pouquet, futura muller de Gaston. Aquesta relació l'inspirarà els personatges de Robert de Saint-Loup i de Gilberte Swann, que apareixen a la Recerca. També s'introdueix en el saló literari de la Sra.d'Albert Arman de Caillavet (nom de soltera, Léontine Lippmann), amb qui romangué unit tota la vida i on conegué el primer famós escriptor de la seva vida, Anatole France, que serviria de model per al personatge de Bergotte de la Recerca.
De tornada a la vida civil el 1890, es va matricular alhora a la Facultat de Dret i a l'Escola Lliure de Ciències Polítiques, com era força habitual, seguint en aquesta darrera cursos d'història diplomàtica amb Anatole Leroy-Beaulieu i amb Albert Sorel (que el va considerar "ben intel·ligent" amb motiu de l'examen oral de diplomatura). Ja llicenciat en Dret i diplomat en Ciències Polítiques el1893, prosseguí els seus estudis a la Sorbona, on obtingué el 1895 una llicenciatura en filosofia.

### Relació amb Henri Bergson
Alguns autors han especulat sobre la possible influència d'Henri Bergson, filòsof eminent, sobre Proust. Les seves vides s'entrecreuaren el 7 de gener de 1892 quan Louise Neuberger, una segona cosina de Marcel per part de mare, celebrà les seves noces amb Henri Bergson, també d'ascendència jueva. Proust hi participa en qualitat de garçon d'honneur (grum d'honor), i des d'aleshores ambdós solien coincidir en trobades familiars. En el moment de les referides noces, Proust tenia 20 anys i Bergson 32.
Certs analistes anglosaxons consideren que la reorientació de molts escriptors modernistes com ara Virginia Woolf o T.S. Eliot envers una nova representació de la consciència i el temps fou sobretot obra de la influència conjunta de Marcel Proust i d'Henri Bergson. Tanmateix, no sembla que els mateixos protagonistes ni els intèrprets de les seves respectives aportacions s'hagin arribat a posar d'acord sobre les seves concordances i desavinences. En tot cas, allò que apropa ambdós autors és sens dubte la centralitat que per a ells té el tema de la duració i les dimensions del temps, tot i que potser això no sigui res més que la mera coincidència d'una preocupació.
Tot fa pensar que els dos cosins per afinitat mantingueren una relació més aviat distant i amb una escassa sintonia entre ells. En les darreres dècades, el debat se centra cada vegada més en la distinció entre memòria voluntària i involuntària, i segons el propi Proust, aquesta aportació original seva entra en contradicció amb la filosofia de Bergson. Es pot concebre la memòria involuntària com un fenomen psíquic i cultural que expressa la tensió entre la consciència i l'inconscient, el record i l'oblit, la vivència i l'experiència, la voluntat i l'involuntari i l'acció i la passió. En sintonia amb els psicoanalistes, però també amb els surrealistes, Proust s'interessà per la dimensió subjectiva que s'esquitlla a la voluntat, la raó o la consciència.

### Obra primerenca.Jean Santeuil

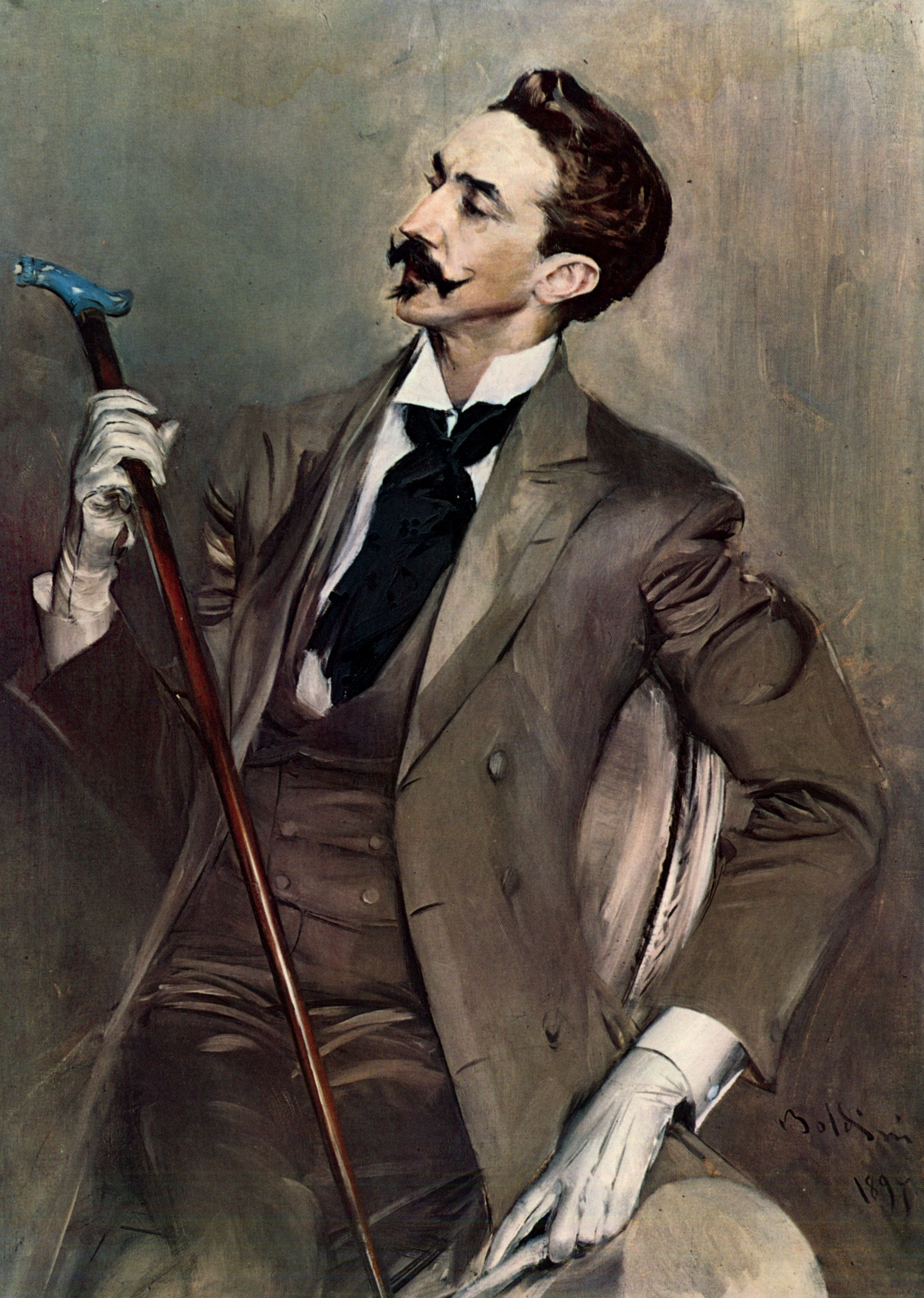
Giovanni Boldini, Robert de Montesquiou

La fortuna de la família li dona una vida de tranquil·litat i li va permetre freqüentar els salons literaris de la burgesia i de l'aristocràcia del Faubourg Saint-Honoré i del Faubourg Saint-Germain, respectivament. Va fer amistat amb Robert de Montesquiou, amb el qual, entre el 1894 i el 1900, s'introduí en els salons més aristocràtics, com el de la comtessa Greffulhe (cosina de Robert), la princesa de Wagram (nom de soltera, Rothschild), la comtessa Haussonville, etc. Emmagatzema el material necessari per a la construcció de la seva obra: una immersió en el si de la consciència, que recull de manera intacta tot el que en aquest temps va viure; i comença a reconstruir, i a donar vida a allò que redactà i signà. Un lent i minuciós treball de desxifrar, com si seguís un pla, un gènere únic que no tenia cap precedent i que no té descendents: una catedral del temps.
El 29 de juny del 1895, realitza un concurs per ser bibliotecari a la biblioteca Mazarina; va fer algunes aparicions durant els quatre mesos següents, i finalment ho deixà. Al juliol, viatja a Bad Kreuznach, una ciutat balneari alemanya amb la seva mare. Després, va passar dues setmanes a Saint-Germain-en-Laye, on va escriure una narració, La mort de Baldassare Silvande, publicada a La Revue hebdomadaire. Va passar part del mes d'agost amb el músic Reynaldo Hahn, a la casa de madame Lemaire a Dieppe. Després, al setembre, els dos amics van anar a Belle-Ile-en-Mer i Meil Beg. Aquesta va ser una oportunitat per a descobrir els paisatges descrits per Renan. Finalment, va tornar a París a mitjans d'octubre.
A partir de l'estiu del 1895, va començar a escriure una novel·la que narra la vida d'un jove enamorat de la literatura que viu en l'alta societat de París del segle xix. Hi ha una evocació de l'estada durant la tardor al castell de Réveillon, que encara era propietat de madame Lemaire. Fou publicat el 1952, després de la mort de l'autor. Aquest llibre, Jean Santeuil, porta el nom del personatge principal.
La influència de la seva homosexualitat en el seu treball, per la seva banda, sembla important, ja que Marcel Proust va ser un dels primers novel·listes europeus a tractar obertament en els seus darrers escrits l'homosexualitat, tant masculina com femenina. No apareixen referències a la seva vida íntima, tot i que la primera relació amb Reynaldo Hahn data d'aquest període.

### Estètica de Ruskin

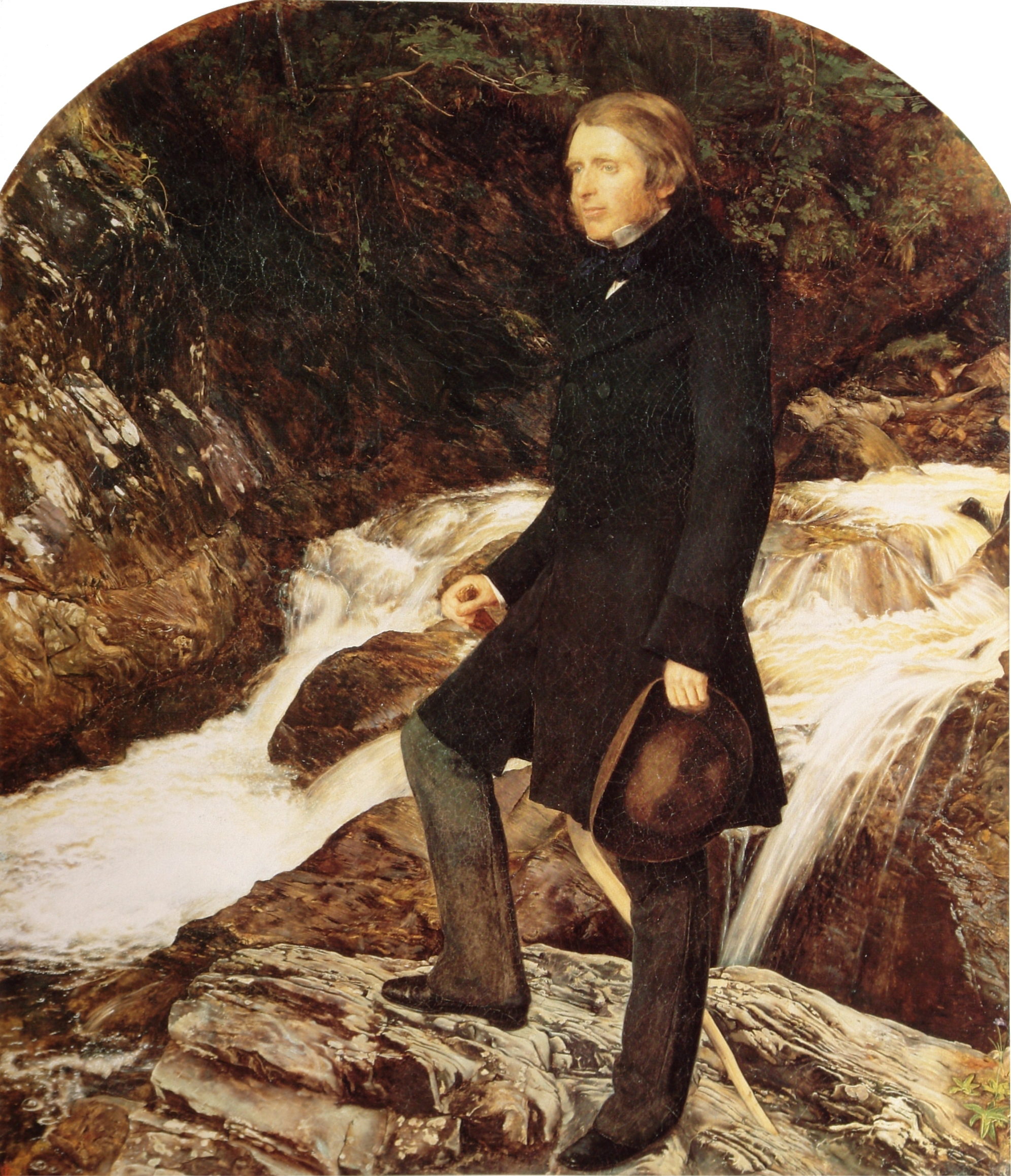
John Ruskin (1853), segons John Everett Millais

Cap al 1900, va abandonar l'escriptura de Jean Santeuil, que ha sobreviscut en fragments i edicions manuscrites descobertes l'any 1950 per Bernard de Fallois. El seu amic Robert de Billy, diplomàtic a Londres entre 1896 i 1899, li va fer descobrir John Ruskin i Proust va seguir la línia estètica d'aquest escriptor, poeta, pintor i crític d'art britànic. Ruskin va prohibir la traducció de la seva obra mentre fos viu i Proust hagué de descobrir els seus textos gràcies a articles i llibres que en parlaven, com el de Robert La Sizeranne, Ruskin et la religion de la beauté. A la mort de Ruskin el 1900, Proust va decidir traduir-lo. Amb aquesta finalitat, va dur a terme diverses "peregrinacions ruskinianes" al nord de França, a Amiens i, sobretot, a Venècia, on feu una estada amb la seva mare el maig del 1900, a l'Hotel Danieli, en què van hostatjar-se Alfred de Musset i George Sand. Allí, coincidí amb Reynaldo Hahn i la seva cosina Marie Nordlinger, que vivien a prop; junts visitaren Pàdua, on Proust va descobrir els frescos de Giotto di Bondone, Les virtuts i els vicis que, més tard, va incorporar a La recerca. Mentrestant, els seus primers articles sobre Ruskin apareixen publicats a la Gazette des Beaux Arts.
Aquest episodi es retroba a Albertine desapareguda. Els pares de Marcel tingueren un paper determinant en la tasca de traducció. El pare l'acceptà, ja que aquestes traduccions representaven una feina seriosa per al fill que, des de sempre, es rebel·lava contra qualsevol funció social i que acabava de dimitir d'una feina no remunerada a la Biblioteca Mazarina. La mare hi tingué un paper força més directe. Com que Marcel Proust no dominava bé la llengua anglesa, és ella qui preparà una primera traducció paraula per paraula del text anglès i, a partir d'aquest desxiframent, Proust pogué «escriure Ruskin en un francès excel·lent», com va observar un crític en sortir publicada la primera traducció de Ruskin, La Bible d'Amiens (1904).
Durant la tardor del 1900, la família es va traslladar al número 45 de la rue de Courcelles. Va ser llavors que Proust va conèixer el príncep Antoine Bibesco a casa la seva mare, la princesa Hélène Bibesco, que regentava un saló al qual va convidar la majoria dels músics, inclòs Fauré, i diversos pintors. Els dos joves es troben després que el príncep finalitzés el servei militar a Romania, la tardor del 1901. Antoine Bibesco es convertiria en un confident de Proust fins al final de la seva vida; mentrestant, l'escriptor realitza viatges amb el seu germà, Emmanuel Bibesco, que també admira Ruskin i les catedrals gòtiques. Proust continuà les seves peregrinacions ruskinianes i el 1902, en particular, visita Bèlgica i els Països Baixos acompanyat per Bertrand de Fénelon, un bell jove que va conèixer per Antoine Bibesco i pel qual sent una atracció que no pot admetre. La marxa del fill gran de la casa, Robert, que es va casar el 1903, transformà la vida de la família.
Si bé aquesta feina, igual que la segona traducció, Sésame et les lys (1906), és ben rebuda per la crítica, inclosa la d'Henri Bergson, la tria de les obres traduïdes no sembla la millor i el conjunt resulta un fracàs editorial. Tanmateix, es tracta d'un moment clau per al futur escriptor en el qual afirma la seva personalitat. De fet, acompanya les traduccions amb abundants notes i llargs pròlegs que, de vegades, ocupen tant d'espai com el text traduït. En especial, cal destacar que, mentre tradueix Ruskin, Proust se'n va distanciant, fins al punt de criticar-ne les posicions estètiques. Resulta especialment visible en el darrer capítol del prefaci a La Bible d'Amiens, que s'allunya de l'admiració de vegades cega dels tres primers. Proust retreu a Ruskin la idolatria estètica, crítica que dirigeix a més cap a Robert de Montesquiou i que fa que comparteixin Swann i Charlus a la Recerca. Segons Proust, apreciar una obra perquè un determinat escriptor en parla és pervertir l'art: cal estimar l'obra en si mateixa.

### Darrers anys. La redacció de laRecerca

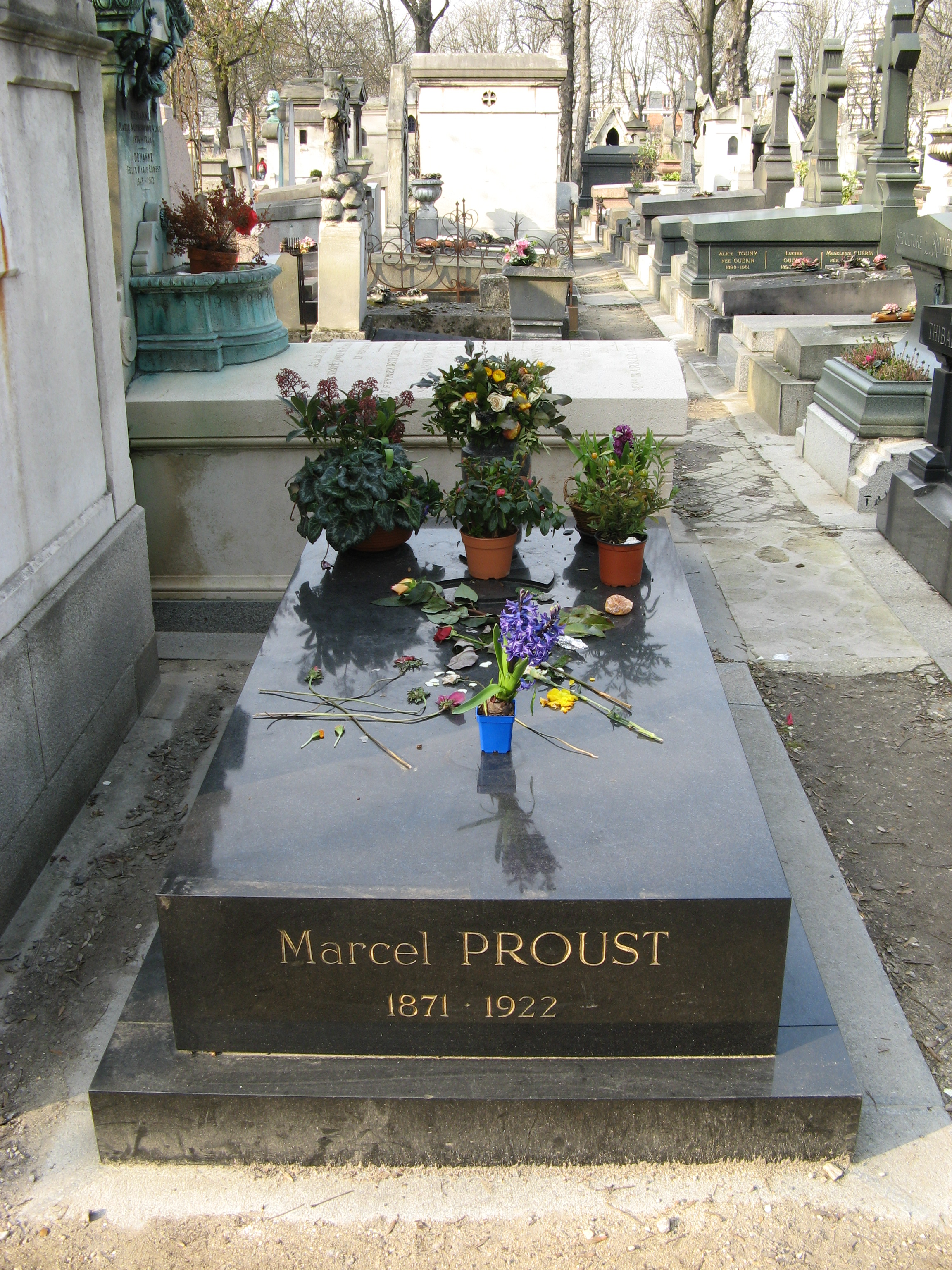
Tomba de Marcel Proust al cementiri Père-Lachaise de París

La primera pedra, la primera frase de tota l'obra va ser posada l'any 1907. Durant quinze anys, Proust va viure reclòs a la seva habitació, folrada de suro, en el segon pis del número 102 del Boulevard Haussmann, on es va traslladar el 27 desembre del 1906 després de la mort dels seus pares; va deixar aquest pis el 1919. Amb les portes tancades, Proust no parà d'escriure, amb constants correccions i supressions. Més de dos-cents personatges reviuen sota la seva ploma, i abasta quatre generacions.

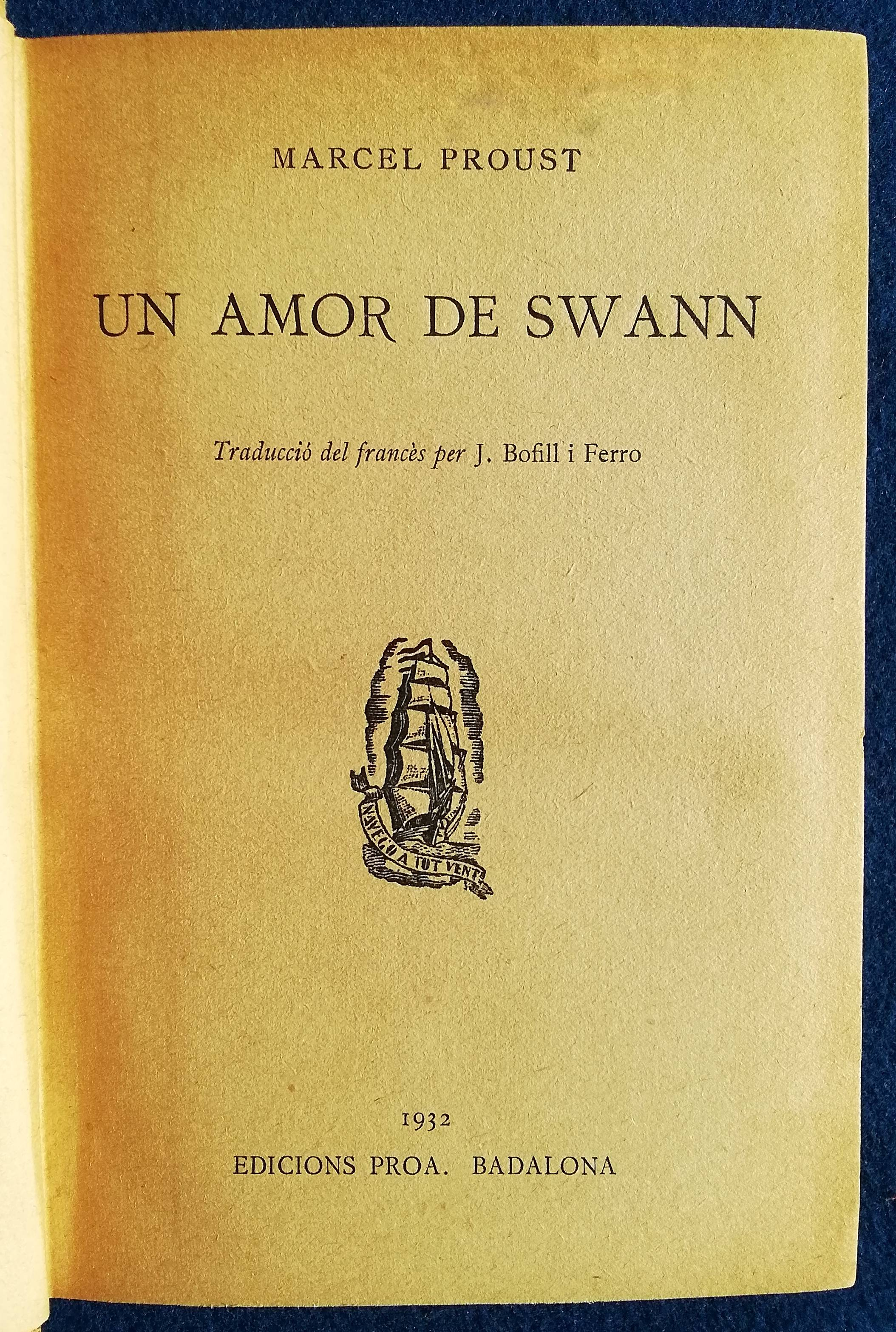
Traducció catalana de Un amour de Swann, segona part de la novel·la Du côté de chez Swann de A la recerca del temps perdut. Publicada l'any 1932 a Badalona per la col·lecció A tot vent

L'objectiu d'aquest univers literari no és assolir una concepció abstracta del temps, una idea filosòfica. El temps perdut de Proust és la seva joventut, que acaba en el moment de la mort de sa mare, l'any 1905, tal com va assenyalar George D. Painter en la seva biografia monumental de l’escriptor. Mitjançant el narrador, mentint, manipulant i retallant, Proust intenta reproduir el món d'aquesta joventut, des de la infància fins a l'inici d'una maduresa retardat per la malaltia: de mica en mica, de personatge en personatge, de llum en llum, va reconstruint allò que havia viscut, li dona una existència nova per al lector, i el fa reviure per a ell mateix.
A l'any següent, el 30 de maig, Proust perdé en un accident aeri el seu amic i secretari, Alfred Agostinelli. Aquest dolor, expressat per escrit, apareix en algunes de les pàgines de La recherche. Després de la mort dels seus pares, la seva ja fràgil salut s'acabà de deteriorar encara més a causa de l'asma. Vivia al número 44 de la rue de l'Amiral Hamelin, a París. Treballà molt intensament; dormia de dia i sortia, molt rarament, només a la nit i sovint sopava al Ritz, ja fos sol o amb amics. Vivia enclaustrat i treballava fins a l'extenuació en la seva obra principal, A la recerca del temps perdut, que s'anà publicant entre 1913 i 1927; és a dir, en part, és una obra a títol pòstum.
El primer volum s'edità per compte del mateix autor a les Éditions Grasset després que l'editorial Gallimard l'hagués rebutjat, malgrat els esforços del príncep Antoine Bibesco perquè fos publicat; Gallimard seguia els criteris d'André Gide. El llibre va ser un gran èxit i l'editorial Gallimard va rectificar i també va disculpar-se amb Proust per tal de poder publicar el segon volum, À l'ombre des jeunes filles en fleurs, que va valdre a Proust el premi Goncourt del 1919. Gide, més tard, també s'hi disculparia. Treballà sense descans per escriure els cinc llibres següents de La recerca, fins al 1922. La seva homosexualitat, inconfessable en la societat de l'època, resta latent en gran part de l'obra.
Morí d'esgotament el 18 de novembre del 1922, a causa d'una bronquitis mal curada; es va negar a rebre tractament mèdic, segons va explicar en les memòries, Monsieur Proust, Céleste Albaret, la que va ser ajudanta personal de Proust durant els últims nou anys de vida. Marcel Proust fou enterrat al cementiri Père Lachaise de París, a la divisió 85, juntament amb el seu germà, Robert Proust, i el seu pare, Adrien Proust. El funeral se celebrà a St. Pierre de Chaillot, el 21 de novembre, amb l'assistència de molta gent; hi hagué honors militars, ja que Proust era un cavaller de la Legió d'Honor.

## Llistat d’obres
Per data de publicació
- 1896 Els plaers i els dies (Les Plaisirs et les Jours)[31]
- 1913-1927 A la recerca del temps perdut

- 1919 Pastiches et Mélanges
- 1927 Cròniques
- 1952 Jean Santeuil (pòstum)
- 1954 Contre Sainte-Beuve (assaig pòstum).

### Obres generals
- Pierre Abraham, Proust, Rieder, 1930
- Maurice Bardèche, Marcel Proust romancier, Les Sept Couleurs, 1971
- Samuel Beckett, Proust, assaig en anglès del 1930
- Jacques Benoist-Méchin, Retour à Marcel Proust, Pierre Amiot, 1957
- Alain de Botton, Comment Proust peut changer votre vie, 10/18, 1998; (en francès)
- Annick Bouillaguet, Brian G. Rogers (dir.), Dictionnaire Marcel Proust, Honoré Champion, col·l. « Dictionnaires et références », 2004
- Georges Cattaui, Marcel Proust, Proust et son Temps, Proust et le Temps, prefaci de Daniel-Rops, Julliard, 1953 (en francès)
- Philippe Chardin, Proust ou le bonheur du petit personnage qui compare, Honoré Champion, 2006. (en francès)
- Philippe Chardin, Originalités proustiennes, Kimé, 2010. (en francès)
- Gilles Deleuze, Proust et les signes, PUF, 1970 (en francès)
- Giacomo Debenedetti, Proust, Bollati Boringhieri, 2005 (en italià)
- Pietro Citati, La Colombe poignardée, Proust et la Recherche, Gallimard, 1997
- Ghislain de Diesbach, Proust, Perrin, 1991
- Roger Duchêne, L'Impossible Marcel Proust, Robert Laffont, 1994
- Michel Erman, Marcel Proust, Fayard, 1994
- Edmond Jaloux, Avec Marcel Proust, La Palatine, Genève, 1953
- Ramon Fernandez, (dir.), Hommage à Marcel Proust, Gallimard, col·l. "Les Cahiers Marcel Proust", núm. 1, 1927
- Ramon Fernandez, À la gloire de Proust, Éditions de La Nouvelle Revue Critique, 1943; rééd. Grasset amb el títol Proust, 2009 ISBN 9782246075226.
- Giovanni Macchia, L'Ange de la Nuit (Sur Proust), Gallimard, 1993
- Diane de Margerie, Proust et l'obscur, Albin Michel, 2010
- Claude Mauriac, Proust, coll. «Écrivains de toujours», Seuil, 1953
- François Mauriac, Du côté de chez Proust, La Table ronde, 1947
- André Maurois, À la recherche de Marcel Proust, Hachette, 1949
- André Maurois, Le Monde de Marcel Proust, Hachette, 1960
- George D. Painter, Marcel Proust, 1871-1903: les années de jeunesse et Marcel Proust, 1904-1922 : les années de maturité, Mercure de France, 1966; (en francès)
- Péchenard, Proust à Cabourg, Quai Voltaire 1992, Proust et son père, Quai Voltaire 1993, Proust et Céleste, La Table Ronde 1996. Aquestes tres obres apareixen reunides en un volum, Proust et les autres, La Table Ronde 1999
- Gaëtan Picon, Lecture de Marcel Proust, Mercure de France, 1963
- Léon Pierre-Quint, Marcel Proust, sa vie, son œuvre, Sagittaire, 1946
- Jean-François Revel, Sur Proust, Grasset, coll. «Les Cahiers rouges», 1987
- Jean-Pierre Richard, Proust et le monde sensible, Seuil, 1974
- Ernest Seillière, Marcel Proust, Éditions de La Nouvelle Revue critique, 1931
- Anne Simon, Proust ou le réel retrouvé, Paris, PUF, 2000
- Jean-Yves Tadié, Marcel Proust, NRF/Biographie, Gallimard, 1996
- Tadié, Jean-Yves. Marcel Proust - Biographie (en francès). Vols. I i II.  París: Éditions Gallimard, 2022 (folio). ISBN 97820730057762.
- Edmund White, Proust, Nova York, Viking Penguin, 1999 (trad. en castellà: Proust, Barcelona, Mondadori, 200) (en castellà)
- Xavier Pla (ed.), Proust a Catalunya: Lectors, crítics, traductors i detractors de la «Recherche», Barcelona, Arcàdia, 2016

### Monografies
- Céleste Albaret, Monsieur Proust, Robert Laffont, 1973
- Jacques Bersani (éd.), Les Critiques de notre temps et Proust, Garnier, 1971
- (en anglès) Martine Beugnet i Marion Schmid, Proust at the Movies, Ashgate, Aldershot et Burlington, 2004, 261 p. ISBN 0-75463541-4
- Catherine Bidou-Zachariasen, Proust sociologue. De la maison aristocratique au salon bourgeois, Descartes, 1997
- Maurice Blanchot, « L'étonnante patience », capítol dedicat a Marcel Proust al llibre Livre à venir, Gallimard, 1959
- Évelyne Bloch-Dano, Madame Proust, biografia de la mare de Marcel Proust, Grasset, 2004
- Alain de Botton, Comment Proust peut changer votre vie, trad. de l'anglès per Maryse Leynaud, Paris, Denoël, 1997
- Brassaï, Marcel Proust sous l'emprise de la photographie, Gallimard, 1997
- Alain Buisine, Proust et ses lettres, Presses Universitaires de Lille, col·l. « Objet », 1983
- Alain Buisine, Proust. Samedi 27 novembre 1909, Jean-Claude Lattès, col·l. «Une journée particulière», 1991
- William C. Carter, Proust in Love, Yale University Press, New Haven i Londres, 2006, 266 p. ISBN 0-300-10812-5
- Jean Clausel, Le Marcel de Proust, Portaparole, 2009
- Antoine Compagnon, Proust entre deux siècles, Le Seuil, 1989
- Józef Czapski, Proust contre la déchéance : Conférence au camp de Griazowietz, Noir sur blanc, 2004 et 2011
- Richard Davenport-Hines, Proust au Majestic, Grasset, 2008
- Serge Doubrovsky, La Place de la madeleine, Écriture et fantasme chez Proust, Mercure de France, 1974
- Robert Dreyfus, Souvenirs sur Marcel Proust (acompanyat de cartes inèdites), Paris, Grasset, 1926
- Clovis Duveau, Proust à Orléans, editat pels Musées d'Orléans, 1998.
- Fraisse, Luc «Proust est-il un philosophe?» (PDF) (en francès). Studia Romanica Posnaniensia. Adam Mickiewicz University Press, 42/3, 2015, pàgs.159-173. ISSN: 0137-2475 [Consulta: 23 desembre 2023].
- Albert Feuillerat, Comment Marcel Proust a composé son roman, Slatkine, 1972 (1a edició 1934)
- Louis Gautier-Vignal, Proust connu et inconnu, Robert Laffont, 1976
- Anne Henry, Marcel Proust. Théories pour une esthétique, Klincksieck, 1983
- Megay, Joyce N. «La Question de l'influence de Bergson sur Proust» (en anglès). Bulletin of the Rocky Mountain Modern Language Association, vol. 27 no. 2, 1973, pp.53-58. DOI: 10.1353/rmr.1973.0008. ISSN: 1948-2833 [Consulta: 21 desembre 2023].
- Elisabeth Ladenson, Proust lesbien (prefaci d'A. Compagnon), Ed. EPEL 2004
- Sylvaine Landes-Ferrali, Proust et le Grand Siècle, Gunter Narr Verlag, Tübingen
- Franck Lhomeau et Alain Coelho, Marcel Proust à la recherche d'un éditeur, Olivier Orban, 1988
- Llorens, María «La memoria involuntaria: Marcel Proust y el descubrimiento poético del interior. Un análisis desde la perspectiva filosófica de Walter Benjamin» (PDF) (en castellà). Areté. Revista de Filosofía. Departamento de Humanidades de la Pontificia Universidad Católica del Perú (PUCP), Vol. XXX, N° 2, 2018, pàgs. 305-331. DOI: https://doi.org/10.18800/arete.201802.006. ISSN: 2223-3741 [Consulta: 23 desembre 2023].

- Léon Pierre-Quint, Comment travaillait Proust, Bibliographie, Les Cahiers Libres, 1928
- Georges Poulet, L'Espace proustien, Gallimard, 1963
- Jean Recanati, Profils juifs de Marcel Proust, Paris, Buchet-Chastel, 1979
- Thomas A. Ravier, Éloge du matricide : Essai sur Proust, Gallimard, col·l. «L'Infini», Paris, 2008, 200 p. (ISBN 978-2-07-078443-1)
- Jacqueline Risset, Une certaine joie. Essai sur Proust, Éditions Hermann, 2009
- Niels Soelberg, Recherche et Narration. Lecture narratologique de Proust, Copenhague, Museum Tusculanum Press, 2000
- Michael Sprinker, History and Ideology in Proust. «À la recherche de temps perdu» and the Third French Republic, London, Verso, 1998
- Taunton, Matthew. Modernism, time and consciousness: The influence of Henri Bergson and Marcel Proust (en anglès).  Londres: British Library, 2016.
- Stéphane Zagdanski, Le Sexe de Proust, Gallimard, col·l. «L'infini», 1994